# Galepsus meridionalis
Galepsus meridionalis är en bönsyrseart som först beskrevs av Henri Saussure 1872.  Galepsus meridionalis ingår i släktet Galepsus och familjen Tarachodidae. Inga underarter finns listade i Catalogue of Life.